# Route 335 (Nouvelle-Écosse)
Pour les articles homonymes, voir Route 335.
La route 335 est une route secondaire de la Nouvelle-Écosse d'orientation nord-sud située dans le sud-ouest de la province, à Pubnico, une trentaine de kilomètres au sud-est de Yarmouth. Elle est une route faiblement empruntée. De plus, elle mesure 12 kilomètres, et est une route asphaltée sur l'entièreté de son tracé.

## Tracé
La route 335 débute à la pointe Saint-Ann, située à l'extrême sud de la péninsule de Pubnico. Elle se dirige vers le nord en traversant la péninsule, en étant entourée du havre de Pubnico à l'est, et de la baie aux Homards (Lobster Bay) à l'ouest. Elle se termine sur la route 3, au cœur même du village de Pubnico.

## Communautés traversées
1. Lower West Pubnico (3)
2. Middle West Pubnico (6)
3. Upper West Pubnico (9)
4. Pubnico (12)

## Attraits
- Musée Acadien
- Le Village Historique Acadien